# 나윤정
나윤정(1998년 8월 20일 ~ )은 대한민국의 농구 선수이다. 한국여자프로농구(WKBL) 청주 KB 스타즈 소속에서 뛰고 있으며, 포지션은 스몰 포워드, 슈팅 가드이다.

## 경력

### 아산 우리은행 위비-우리WON 시절
2016년 10월에 열린 2016-2017 WKBL 신입선수 선발회에서 1라운드 전체 3순위로 아산 우리은행 우리WON에 지명되었다.

### 청주 KB 스타즈
2023-2024 시즌 종료 후 FA를 얻어 청주 KB 스타즈로 이적하게 되었다.